# Another Dumb Blonde
Another Dumb Blonde è un singolo della cantante statunitense Hoku, pubblicato il 18 febbraio 2000 come primo estratto dal primo album in studio eponimo.

## Descrizione
Il brano, scritto e prodotto da Tim James e Antonina Armato (membri del duo di produttori Rock Mafia), è incluso della colonna sonora del film Snow Day ed è stato successivamente incluso nell'album Hoku.

## Tracce
CD Singolo (Stati Uniti)
1. Another Dumb Blonde – 3:53
2. Another Dumb Blonde (Karaoke Mix) – 3:31

CD Singolo (Australia)
1. Another Dumb Blonde – 3:53
2. Another Dumb Blonde (Karaoke Mix) – 3:37
3. To Myself – 3:41
4. Another Dumb Blonde (Video) – 3:53

## Classifiche
| Classifica (2000) | Posizione massima |
| ----------------- | ----------------- |
| Nuova Zelanda     | 47                |
| Stati Uniti       | 27                |